# Erika Fuchs

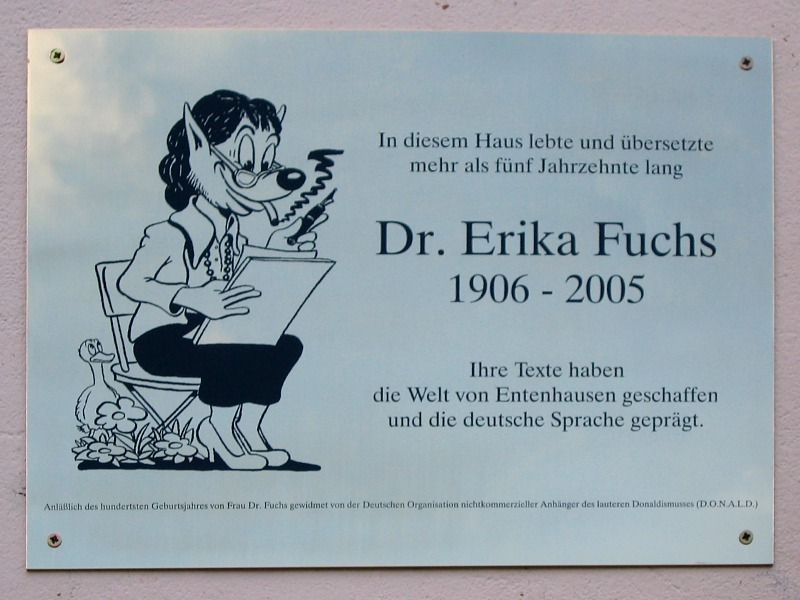
Erika Fuchs

Erika Fuchs z domu Petri (ur. 7 grudnia 1906 w Rostocku, zm. 22 kwietnia 2005 w Monachium) – niemiecka tłumaczka, która zasłynęła w Niemczech tłumaczeniem kreskówek Walta Disneya, a szczególnie opowieści o Kaczorze Donaldzie. W niemieckim przekładzie autorka dodała kilka skróconych wersji w oryginalny sposób tak aby brzmiały zabawnie oraz wiele aluzji literackich, z których kilka weszło do powszechnego używania, np. „Dem Ingeniör ist nichts zu schwör” co w wolnym tłumaczeniu oznacza „Nic nie jest zbyt trudne dla inżyniera”.
Fuchs spędziła większość dzieciństwa i młodość w Białogardzie, gdzie skończyła szkołę podstawową. Kierunkiem jej dalszej edukacji była historia sztuki. Jest absolwentką wyższych szkół w Lozannie, Monachium oraz Londynie. Jej praca doktorska była zatytułowana „Johann Michael Feichtmayr: i jego wkład do historii niemieckiej Rokoko”. Po II wojnie światowej pracowała jako tłumacz dla niemieckiego wydania „Reader’s Digest”. W 1951 roku została redaktorem naczelnym nowego niemieckiego magazynu Micky Maus, gdzie pracowała do roku 1988. W 2001 roku została uhonorowana nagrodą literacką im. Heimito von Doderera za prace nad Kaczorem Donaldem.